# Manuel de la Fuente Andrés

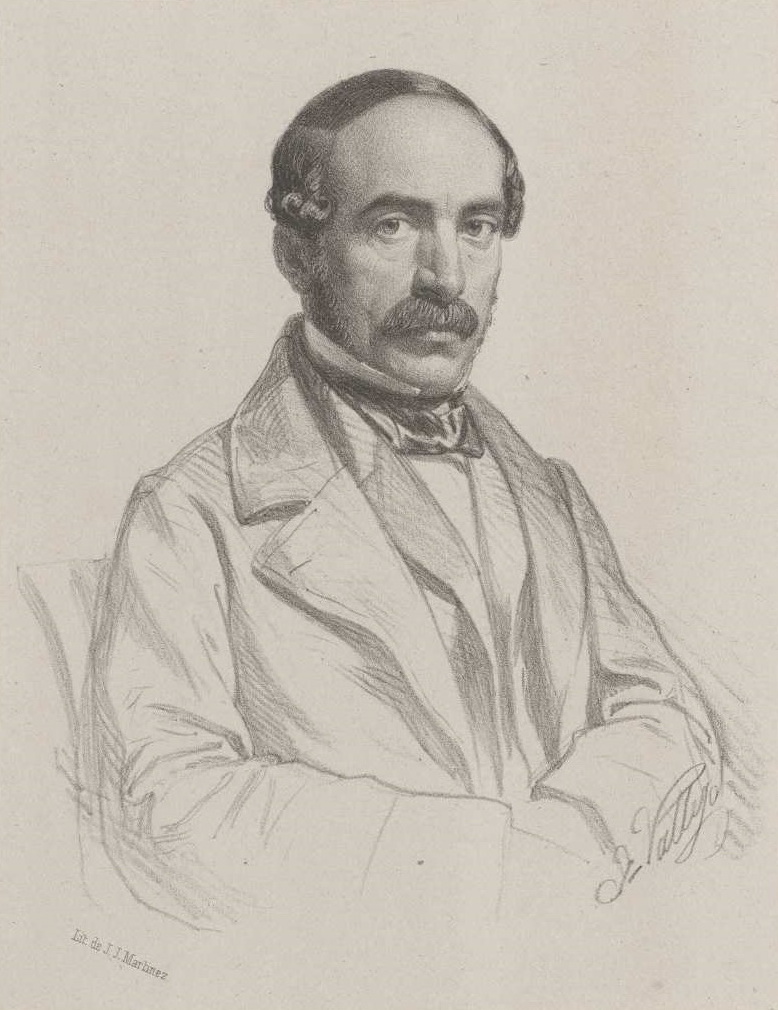
Retrato de Manuel de la Fuente Andrés, litografía de José Vallejo y Galeazo: Cortes constituyentes: galería de los representantes del pueblo (1854) / (Burgos). Biblioteca Nacional de España.

Manuel de la Fuente Andrés  (Fuentespina, 16 de junio de 1808-c. 1867) fue un jurista y político español.  

## Biografía
Abogado, fue elegido diputado suplente por la circunscripción de Burgos en octubre de 1836 y titular en junio de 1839, resultando reelegido para la legislatura 1841-1842. Volvió a ocupar un escaño de diputado por la misma circunscripción en octubre de 1854, durante los años del Bienio Progresista,  en los que fue nombrado  ministro de Gracia y Justicia por el duque de la Victoria, cargo que desempeñó de junio de 1855 a enero de 1856. En octubre de 1858 fue elegido diputado por el distrito de Aranda de Duero. En noviembre de 1859 fue designado senador vitalicio, jurando dicho cargo en junio de 1860. En junio de 1862 se fecha la última actividad parlamentaria conocida. El 27 de marzo de 1867 se daba parte en el diario La Época de su fallecimiento, junto con el de otros trece senadores, que habían fallecido entre el final de la última legislatura y el día de la noticia.